# 矢野俊比古
矢野 俊比古（やの としひこ、1924年（大正13年）1月1日 - 2013年（平成25年）11月30日）は、昭和から平成期の政治家、通産官僚。参議院議員（1期、自由民主党）。

## 経歴
東京市神田区（現東京都千代田区神田）出身。府立四中、一高を経て、1948年（昭和23年）東京大学法学部政治学科卒。
同年商工省入省。基礎産業局長、産業政策局長を経て、1980年（昭和55年）通商産業事務次官に就任する。1981年（昭和56年）6月に退官し、参議院議員選挙に備えた。1983年（昭和58年）の第13回参議院議員通常選挙で比例区から自民党公認で立候補して当選した。1989年（平成元年）の第15回通常選挙（比例区）で落選した。
1990年（平成2年）から1996年（平成8年）まで東京中小企業投資育成社長を務め、1991年（平成3年）に日本コンベンションセンター社長に就任した。
1999年（平成11年）春の叙勲で勲一等瑞宝章受章。
2013年11月30日、肺炎のため東京都の病院で死去、89歳。

## 著書・監訳
- 『新しい景気浮揚への方途』エネルギー経済社会研究会、1982年。
- 『日本株式会社の反省』日本工業新聞社、1982年。
- チャルマーズ・ジョンソン、矢野俊比古監訳 『通産省と日本の奇跡』TBSブリタニカ、1982年。